# Gruppo di UGC 1344
Il Gruppo di UGC 1344 è un raggruppamento che contiene almeno sette galassie situate nella costellazione del Triangolo e di Andromeda.
La distanza media del gruppo dalla nostra Via Lattea è di 193 milioni di anni luce.

## Membri
Nella tabella seguente vengono elencate le galassie elencate da Garcia nel suo articolo del 1993.
| Nome        | Costellazione | Classe       | Tipo                | RA (J2000.0)  | DEC (J2000.0) | Velocità radiale (km/s) | Magnitudine apparente | Distanza (Mpc) | Diametro (kal) |
| ----------- | ------------- | ------------ | ------------------- | ------------- | ------------- | ----------------------- | --------------------- | -------------- | -------------- |
| NGC 688     | Triangolo     | (R')SAB(rs)b | Spirale intermedia  | 01h 50m 44.2s | 35° 17′ 04″   | 4151 ± 3                | 12,7                  | 57,4 ± 4,0     | 147            |
| NGC 700     | Andromeda     | S0?          | Lenticolare         | 01h 52m 16.8s | 36° 02′ 12″   | 4576 ± 9                | 14,6                  | 63,7 ± 4,5     | 59             |
| NGC 714     | Andromeda     | S0/a         | Lenticolare         | 01h 53m 29.6s | 36° 13′ 17″   | 4418 ± 16               | 13,1                  | 60,1 ± 4,2     | 95             |
| UGC 1330    | Triangolo     | SA(s)dm      | Spirale magellanica | 01h 52m 07.5s | 35° 02′ 16″   | 4385 ± 4                | 12,997 ± 0,0111       | 60,9 ± 4,3     | 76             |
| UGC 1338    | Andromeda     | Sb           | Spirale             | 01h 52m 21.7s | 35° 47′ 46″   | 4099 ± 30               | 12,37 \ 0,02          | 56,7 ± 4,0     | 56             |
| UGC 1344    | Andromeda     | (R)SBa       | Spirale barrata     | 01h 52m 34.7s | 36° 30′ 03″   | 4170 ± 9                | 12,41                 | 57,8 ± 4,1     | 66             |
| MGC 6-5-40  | Andromeda     | E?           | Ellittica           | 01h 53m 50.1s | 36° 21′ 01″   | 4156 ± 6                | 14,11 ± 0,15          | 57,6 ± 4,0     | 11,8           |
| CGCG 522-33 | Andromeda     | S0/a         | Lenticolare         | 01h 52m 32.6s | 36° 06′ 55″   | 4293 ± 8                | 15,7 ± 0,4            | 59,6 ± 4,2     | 85             |

- 1 Nell'infrarosso vicino.

Il sito DeepskyLog permette di trovare agevolmente le costellazioni in cui si trovano le galassie; in alternativa si possono utilizzare le coordinate delle galassie per individuarle. Se non altrimenti indicato, le coordinate sono quelle fornite dal sito NASA/IPAC (National Aeronautics and Space Administration / Infrared Processing and Analysis Center).